# Bot (informatika)
A bot kifejezés a robot szóból alakult ki, egyszerűsödött. Egy bot (más néven: számítógépes bot, internetes bot, szoftveres bot, web bot), egy olyan szoftver, amely automatizált feladatokat hajt végre meghatározott algoritmus szerint, interneten keresztül. Jellemzően a botok egyszerű és szerkezetileg ismétlődő feladatokat hajtanak végre, sokkal nagyobb hatásfokkal, mint amennyire egy ember képes lenne. A botok megjelenése, felhasználása kezdetben a világhálón történt, de mára már az egész interneten általánosan elterjedt. 2012 óta a világ webes forgalmának jellemzően több mint felét botok generálják. A felhasználás szempontjából megkülönböztetünk hasznos és kártékony botokat.

## Hasznos botok
Hasznos botoknak nevezzük azokat az interneten található szoftvereket, amelyek üzemszerű működése pozitív hatást gyakorol az internetezők tevékenységeire, de legalábbis negatív hatásuk nincsen. Ilyenek például:
- A kereső szolgáltatók által használt programok, amelyek a világháló folyamatos tallózásával segítik az internetezőket abban, hogy a számukra leginkább releváns tartalmakat sikerüljön megtalálniuk.
- A kereskedelmi cégek által használt programok, melyek célzott ajánlatokkal, reklámokkal érik el a felhasználókat, internetezési tevékenységeik alapján.
- A felügyeleti (monitoring) szoftverek, amelyek jelzik ha valamilyen rendellenesség vagy meghibásodás történt valamely szolgáltatásban a hálózaton.
- A kommunikációs botok, melyek akár a közösségi hálózatok felhasználói között, akár az egyéb szolgáltatók és ügyfeleik közötti kommunikációt segítik.
- A Wikipédia szerkesztői botok, amelyek segítenek építeni az enciklopédia adatbázisát.

## Kártékony botok
Kártékony botoknak nevezzük azokat az interneten található szoftvereket, amelyek üzemszerű működése negatív hatást gyakorol az internetezők tevékenységeire. Ilyenek például:
- Kéretlen levélküldő szoftverek melyek olyan tartalmú levelek kézbesítését végzik amely lehetőséget ad további visszaélésekre.
- Adathalász szoftverek melyek valamilyen csalás útján létező más szolgáltatásnak adják ki magukat azért, hogy információt tudjanak megszerezni a felhasználó (áldozat) tudta és hozzájárulása nélkül.
- Sérülékenység kereső botok, amelyek az internetet pásztázzák, szerverek, hálózati eszközök, vagy szoftverek ismert gyengeségeit kutatva, hogy ezáltal lehetőséget biztosítsanak további károkozásra, vagy visszaélésre.
- Egyéb hacker segédprogramok, amelyek segítségével támadás indítható valamely internetes célpont vagy hálózat ellen. A támadás ez esetben olyan tevékenységeket jelent, amely ellehetetleníti valamely módon az üzemszerű működést, például a szolgáltatásmegtagadással járó támadással vagy DNS-gyorsítótár-mérgezéssel.